# 마리디주

마리디 주의 위치

마리디주(영어: Maridi State)는 남수단 남부 에콰토리아 지방에 위치한 주로 주도는 마리디이며 면적은 17,305.1km2, 인구는 148,100명(2014년 기준)이다.
2015년에 실시된 행정 구역 개편에 따라 서에콰토리아 주에서 분리되어 신설되었다. 서쪽으로는 그부드웨 주, 북쪽으로는 서레이크스 주, 동쪽으로는 아마디 주, 남동쪽으로는 예이리버 주와 접하며 남쪽으로는 콩고 민주 공화국과 국경을 접한다. 2개 군을 관할한다.